# Municipio de Perry (condado de Lawrence, Ohio)
El municipio de Perry (en inglés: Perry Township) es un municipio ubicado en el condado de Lawrence en el estado estadounidense de Ohio. En el año 2010 tenía una población de 6973 habitantes y una densidad poblacional de 104,92 personas por km².

## Geografía
El municipio de Perry se encuentra ubicado en las coordenadas 38°29′34″N 82°35′18″O / 38.49278, -82.58833. Según la Oficina del Censo de los Estados Unidos, el municipio tiene una superficie total de 66.46 km², de la cual 65.97 km² corresponden a tierra firme y (0.73%) 0.48 km² es agua.

## Demografía
Según el censo de 2010, había 6973 personas residiendo en el municipio de Perry. La densidad de población era de 104,92 hab./km². De los 6973 habitantes, el municipio de Perry estaba compuesto por el 95.88% blancos, el 2.17% eran afroamericanos, el 0.09% eran amerindios, el 0.13% eran asiáticos, el 0.03% eran isleños del Pacífico, el 0.11% eran de otras razas y el 1.59% pertenecían a dos o más razas. Del total de la población el 0.44% eran hispanos o latinos de cualquier raza.